# Corrado Fruttero
Corrado Fruttero (Savigliano, 22 luglio 1900 – 1930) è stato un compositore italiano.

## Biografia
Compì gli studi musicali a Torino, dove fu allievo di organo e violino di Giovanni Bellardi e di pianoforte e composizione del maestro Giovanni Cipolla. Conseguì i diplomi di pianoforte, violino e composizione al Liceo Musicale di Bologna sotto la guida di Franco Alfano. Nel 1922 divenne direttore della Civica Scuola di Musica di Alba, nel 1924 di Civitanova Marche. Dal 1927 al 1930, anno della prematura morte, fu direttore del Conservatorio Giuseppe Nicolini di Piacenza, dove fu anche docente di pianoforte e composizione. Svolse una brillante carriera artistica, proponendo numerosi concerti dei professori e degli allievi del Conservatorio.
Svolse attività di compositore, soprattutto nell'ambito della musica sacra.

## Opere principali
- Tantum Ergo per tenore e coro a 4 voci virili con organo
- Due canti (Trieste, Tedeschi & Obersnu)
- Piccola messa per coro a due voci eguali con organo (Milano, Musica sacra)
- Vangelo Profano: tre liriche di Ferruccio Liuzzi (1. Ora mistica; 2. Preghiera della sera; 3. Casta soror) (Bologna, Bongiovanni, 1927)
- Da I fiori del niente di Carlo Ravasio: liriche per canto e quartetto d'archi (Bologna, Bongiovanni, 1928)
- Il sogno e l'ulivo: tre liriche di Leon Francesco Orvieto (Bologna, Bongiovanni, 1928)
- Nostralgie: tre liriche per canto e pianoforte su testi di Leon Francesco Orvieto (Bologna, Bongiovanni, 1928)
- O sonno sonno, nostra ultima festa dal Paradiso delle ombre di Hrant Nazariantz (Bologna, Bongiovanni, 1935)
- Risposta su versi di Ferruccio Liuzzi (Bologna, Bongiovanni, 1935)